# Magnitude apparente
Pour les articles homonymes, voir Magnitude.

Image de la nébuleuse de la Tarentule prise par le télescope VISTA de l'ESO. La nébuleuse a une magnitude apparente de 8 et est entourée d'objets célestes aux magnitudes diverses.

La magnitude apparente est une mesure de l'irradiance d'un objet céleste observé depuis la Terre. Utilisée quasi exclusivement en astronomie, la magnitude correspondait historiquement à un classement des étoiles, les plus brillantes étant de « première magnitude », les deuxièmes et troisièmes magnitudes étant plus faibles, jusqu'à la sixième magnitude, étoiles à peine visibles à l'œil nu. Elle est à présent définie suivant une échelle logarithmique inverse, dans laquelle la magnitude augmente d'une unité lorsque l'irradiance est divisée par environ 2,5. Ainsi, plus un objet céleste est brillant, plus sa magnitude est faible voire négative. Il est habituel de définir la magnitude zéro comme étant celle de l'étoile Véga, aux erreurs d'étalonnage près.
La mesure de la magnitude se fait par photométrie dans une ou plusieurs bandes spectrales (ultraviolet, spectre visible, infrarouge) grâce à des systèmes photométriques tels que le système UBV. Généralement, la magnitude est donnée dans la bande spectrale V (visuel) et se voit alors appelée magnitude visuelle, notée mv ou simplement V. Les plus grands télescopes parviennent à détecter des objets célestes jusqu'à une magnitude limite AB (ici AB signifie magnitude absolue) de 31,2 (champ extrêmement profond de Hubble) ; le télescope spatial James-Webb devrait atteindre 34 en lumière visible.

## Historique
Le premier classement des étoiles en fonction de leur brillance remonte à l'Antiquité, où au IIe siècle av. J.-C. l'astronome grec Hipparque a réalisé un catalogue d'un millier d'étoiles visibles à l'œil nu. L'échelle comprend alors six « grandeurs » : les étoiles les plus brillantes sont de première grandeur et les étoiles les moins brillantes encore visibles à l'œil nu sont de sixième grandeur,,. Cette méthode de classement a été ensuite popularisée dans Almageste de Ptolémée au IIe siècle.
Au XVIIe siècle, Galilée, qui observe le ciel avec sa lunette astronomique, est contraint de créer une septième grandeur pour classer les étoiles visibles seulement avec son instrument. Jusqu'au XIXe siècle, des nouveaux échelons et des niveaux intermédiaires sont ajoutés peu à peu à l'échelle avec l'amélioration des instruments d'observation. Ainsi, dans les années 1860, le catalogue Bonner Durchmusterung comptait 324 188 étoiles classées en neuf grandeurs. Mais ce classement peut fortement varier selon le jugement des observateurs et, face à la multiplication des étoiles et de leurs catalogues, il devient nécessaire de trouver un procédé d'observation moins subjectif. Plusieurs techniques sont mises au point dont l'une des plus utilisées est le photomètre : il convertit la luminosité en courant électrique qui est ensuite comparé à des valeurs étalons. Malgré cela, les différences restent trop grandes — la onzième grandeur de Friedrich Georg Wilhelm von Struve correspondait à la dix-huitième de John Herschel — et il faut trouver une loi de variation de la luminosité des astres,.
En 1856, Norman Robert Pogson propose une nouvelle classification où il remplace le mot « grandeur », qui évoque trop fortement l'idée de taille, par celui de « magnitude » (qui en est un synonyme savant). Il remarque qu'une étoile de première magnitude est 100 fois plus brillante qu'une étoile de sixième magnitude. Ainsi une baisse d'une magnitude représente une baisse de luminosité égale à 5√100 soit environ 2,512. Cette nouvelle échelle logarithmique respecte une propriété physiologique de l'œil sur sa sensibilité à la lumière (loi de Weber-Fechner). Cette échelle entraîne la reclassification de la vingtaine d'étoiles de première magnitude (Sirius, Véga, Bételgeuse...) dont les éclats sont trop différents et la création de magnitudes négatives,. Pogson choisit comme point zéro pour son échelle l'étoile Polaire (α Ursae Minoris) dont il fixe la magnitude à 2. Mais par la suite les astronomes se rendent compte que l'étoile Polaire est une étoile variable et ils choisissent comme nouvelle référence l'étoile Véga avec une magnitude de 0. Mais de nouveau, il apparait que Véga est légèrement variable et depuis le XXIe siècle, les astronomes utilisent des sources lumineuses stables en laboratoire telles que le système Gunn, le système STMAG ou la magnitude AB.

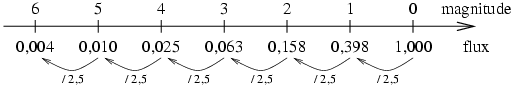
Correspondance entre l'échelle des magnitudes et l'échelle des flux (éclairement).

## Formulation analytique
La magnitude apparente {\displaystyle m} est donnée par la loi de Pogson, qui s’écrit, :
{\displaystyle m=-2.5\log _{10}(E)+C=-2.5\log _{10}\left({\frac {L}{4\pi d^{2}}}\right)+C}
où {\displaystyle E} est l'éclairement ou éclat de l'étoile en jansky (10–26 W m–2 Hz–1) — qui s'exprime avec la luminosité intrinsèque de l'étoile {\displaystyle L} et la distance entre l'étoile et la Terre {\displaystyle d} exprimée en mètre — et où {\displaystyle C} est une constante permettant de définir l'origine de l'échelle. Cette constante est fixée par l'astronome au moment de l'observation pour accorder ses mesures de la magnitude d'étoiles standards par rapport à leurs magnitudes connues et inscrites dans les catalogues.
Dans le cas où la luminosité intrinsèque de l'étoile est bolométrique, nous appliquons la loi de Stefan-Boltzmann nous permettant d'aboutir à l'expression suivante :
{\displaystyle m=-2.5\log _{10}\left({4\pi R^{2}\sigma T^{4} \over 4\pi d^{2}}\right)+C}
où {\displaystyle R} est le rayon de l'étoile en mètres, {\displaystyle T} la température effective de l'astre en kelvins et {\displaystyle \sigma } la constante de Stefan-Boltzmann. 
La formule est plus couramment utilisée pour comparer les magnitudes apparentes de deux objets célestes et ainsi déduire la magnitude de l'objet inconnu (1) par rapport à celle d'un objet connu (2), comme l'étoile Véga dont la magnitude est fixée à 0,.
{\displaystyle m_{1}-m_{2}=-2.5\log _{10}\left({\frac {E_{1}}{E_{2}}}\right)}

## Mesure de la magnitude

### Bandes spectrales
| Bande spectrale | Bande spectrale     | Longueur d'onde moyenne (nm) |
| --------------- | ------------------- | ---------------------------- |
| U               | ultraviolet         | 367                          |
| B               | bleu                | 436                          |
| V               | visuel (jaune-vert) | 545                          |
| R               | rouge               | 638                          |
| I               | infrarouge          | 797                          |

La magnitude n'est mesurée que dans une petite partie du spectre électromagnétique appelée bande spectrale. La valeur est donc différente selon le choix de la bande : U (ultraviolet), B (bleu), V (visuel), R (rouge) ou I (infrarouge). Lorsque la mesure s'effectue sur la totalité du spectre électromagnétique, il s'agit d'une magnitude bolométrique. Elle peut être obtenue en appliquant une correction bolométrique BC à la magnitude absolue ou apparente,.
La magnitude visuelle, notée mv ou directement V, est la magnitude dans la bande spectrale V qui correspond le mieux à la sensibilité de l'œil. C'est cette magnitude qui est généralement utilisée lorsqu'il n'est donné aucune précision sur la bande spectrale observée,.
La magnitude photographique, notée mpg, est mesurée à partir d'une plaque photographique plus sensible dans le bleu. Ainsi, la magnitude photographique diffère de la magnitude visuelle : elle montre les étoiles bleues plus brillantes et les étoiles jaunes moins brillantes. Au contraire, la magnitude photovisuelle, notée mpv, est mesurée à partir d'une plaque orthochromatique plus sensible dans le jaune. Avec des filtres adéquats, on obtient alors une magnitude correspondant à la magnitude visuelle. Ces deux méthodes sont considérées comme obsolètes et ont été remplacées par des systèmes photométriques mesurant les magnitudes sur plusieurs bandes spectrales. Le plus utilisé est le système photométrique UBV (ou de Johnson) créé dans les années 1950 par Harold Johnson et William Wilson Morgan,.

### Objets célestes particuliers
Pour les objets célestes étendus comme les galaxies ou les nébuleuses, on parle plutôt de brillance de surface ou brillance surfacique. Elle s'exprime comme une magnitude par unité d'angle solide, par exemple une magnitude par seconde d'arc au carré,.
Pour les étoiles variables, c'est-à-dire les étoiles dont l'éclat varie au cours de périodes plus ou moins longues, on donne les magnitudes maximale et minimale et la période de variation.
La mesure de la magnitude des étoiles doubles ou des étoiles multiples renvoie la magnitude totale du système stellaire, qui n'est pas égale à la somme des magnitudes des étoiles le composant. Si on connait le nombre d'étoiles du système, il est possible de différencier les magnitudes. Elles sont liées par la formule :
{\displaystyle m_{f}=-2{,}5\log _{10}(10^{-0{,}4m_{1}}+10^{-0{,}4m_{2}})}
où {\displaystyle m_{f}} est la magnitude totale du système et {\displaystyle m_{1}} et {\displaystyle m_{2}} les magnitudes des étoiles le composant.

### Limite des instruments
La magnitude limite d'un instrument désigne la plus faible luminosité observable dans une configuration instrumentale et une bande spectrale données. La magnitude limite visuelle est la magnitude limite dans la bande spectrale V (visible). Elle est donnée par la formule
{\displaystyle m_{l}=2+5\log _{10}D}
dans laquelle D est le diamètre d'ouverture de l'instrument exprimé en millimètre.
La magnitude limite visuelle de l'œil nu est de 6, celle des jumelles de 10, et celle des grands télescopes terrestres ou des télescopes spatiaux comme Hubble est de 30. Cette limite est sans cesse repoussée et il est prévu que le Télescope géant européen en cours de construction ait une magnitude limite de 34.

### Absorption interstellaire
La magnitude apparente dépend de la luminosité intrinsèque de l'objet céleste et de sa distance à la Terre. Cependant, un autre phénomène entre en compte : une partie de la lumière est absorbée par les poussières et les gaz du milieu interstellaire. Cette quantité absorbée est appelée extinction ou absorption interstellaire notée A. Ce phénomène est moins important dans les grandes longueurs d'onde que dans les petites, c'est-à-dire qu'il absorbe plus les bleus que les rouges. Cela crée un effet de rougissement qui fait qu'un objet parait plus rouge que la réalité.
L'indice de couleur d'une étoile désigne la différence entre les magnitudes apparentes de cette étoile obtenues dans deux bandes spectrales différentes. Il existe plusieurs indices en fonction des bandes utilisées : B − V, U − B,...

## Relation avec la magnitude absolue
La magnitude absolue est une mesure de l'irradiance intrinsèque d'un objet céleste, au contraire de la magnitude apparente qui dépend de la distance à l'astre et de l'extinction dans la ligne de visée. Pour un objet situé à l'extérieur du Système solaire, elle est définie par la magnitude apparente qu'aurait cet astre s'il était placé à une distance de référence fixée à 10 parsecs (environ 32,6 années-lumière). 
La comparaison de la magnitude absolue avec la magnitude apparente permet une estimation de la distance de l'objet.
{\displaystyle \mu =m-M=5\log _{10}(d)-5}
où {\displaystyle m} est la magnitude apparente, {\displaystyle M} la magnitude absolue et {\displaystyle d} la distance exprimée en parsecs. La valeur {\displaystyle \mu }, appelée module de distance, est d'une certaine manière une unité de mesure de la distance comme l'année-lumière et le parsec.

## Magnitude d'objets notables
| V     | Objet céleste                                                         |
| ----- | --------------------------------------------------------------------- |
| −26,7 | Soleil                                                                |
| −12,6 | Pleine Lune                                                           |
| −8,4  | Flash Iridium (maximum)                                               |
| −7,5  | Supernova la plus brillante : SN 1006 (en l'an 1006)                  |
| −5,3  | Station spatiale internationale pleinement éclairée à son périgée     |
| −4,6  | Planète la plus brillante : Vénus (maximum)                           |
| −2,9  | Mars et Jupiter (maximums),                                           |
| −2,4  | Mercure (maximum, inobservable)                                       |
| −1,5  | Étoile la plus brillante : Sirius                                     |
| −0,7  | Deuxième étoile la plus brillante : Canopus                           |
| 0,0   | Véga (par convention, au lieu de +0,03 mesuré)                        |
| 0,4   | Saturne (maximum)                                                     |
| 0,9   | Galaxie la plus brillante : Grand Nuage de Magellan                   |
| 1,0   | Nébuleuse la plus brillante : Nébuleuse de la Carène (NGC 3372)       |
| 2,0   | Alpha Ursae Minoris (étoile polaire de l'hémisphère Nord)             |
| 3,4   | Galaxie d'Andromède (M 31 / NGC 224)                                  |
| 5,3   | Uranus (maximum)                                                      |
| 5,4   | Sigma Octantis (étoile polaire de l'hémisphère Sud)                   |
| 6,0   | Magnitude limite de l'œil nu                                          |
| 7,8   | Neptune (maximum)                                                     |
| 10 0  | Magnitude limite de jumelles de 40 millimètres d'ouverture            |
| 12,6  | Quasar le plus brillant : 3C 273                                      |
| 13,7  | Pluton (maximum)                                                      |
| 31 0  | Magnitude limite du télescope spatial Hubble                          |
| 34 0  | Magnitude limite prévue du Télescope géant européen (en construction) |
| 50 0  | Voyager 1                                                             |